# 阿德内特
阿德内特是奥地利萨尔茨堡州哈莱因县的一个市镇。总面积30平方公里，总人口3435人，人口密度114.5人/平方公里（2005年）。